# Loi sur le timbre
La legge sulla stampa (in francese loi sur le timbre) è stata una legge, la n. 2136, francese sulla tassazione della stampa, pubblicata sul Bollettino delle leggi della repubblica n. 237 del 3 novembre 1798 (13 brumaio anno VII del calendario rivoluzionario francese).
La legge in questione definiva gli standard cartacei e le imposte applicabili per tutti gli atti e scritture che dovevano avere valore in ambito civile o in ambito giudiziario ed è paragonabile all'attuale imposta di bollo.
È interessante perché riporta diversi formati di carta che già corrispondono esattamente ad alcuni dei formati standard internazionali che saranno proposti 130 anni dopo indipendentemente da un comitato di standardizzazione tedesco, attualmente codificati con lo standard ISO 216.
| Designazione       | Altezza (m) | Larghezza (m) | Superficie (m²) | Formato ISO 216 e dimensione in mm |
| ------------------ | ----------- | ------------- | --------------- | ---------------------------------- |
| Grand registre     | 0,4204      | 0,5946        | 0,2500          | A2 = 420 × 594                     |
| Grand papier       | 0,3536      | 0,5000        | 0,1768          | B3 = 353 × 500                     |
| Moyen papier       | 0,2973      | 0,4204        | 0,1250          | A3 = 297 × 420                     |
| Petit papier       | 0,2500      | 0,3536        | 0,0884          | B4 = 250 × 353                     |
| Demi feuille       | 0,2500      | 0,1768        | 0,0442          | B5 = 176 × 250                     |
| Effets de commerce | 0,0884      | 0,2500        | 0,0221          | ½ B5 = 88 × 250                    |